# Róbert Endre
Róbert Endre (Gyulafehérvár, 1917. szeptember 22. – Kolozsvár, 1990. augusztus 30.) természettudományi író.

## Életútja
Középiskolát Marosvásárhelyen végzett (1934), természetrajz szakos tanári oklevelet a kolozsvári román egyetemen szerzett (1939). Középiskolai tanár Marosvásárhelyen (1940–49), majd egyetemi adjunktus, az általános biológia előadója a Bolyai, illetve Babeș-Bolyai Egyetemen nyugalomba vonulásáig (1979).

## Munkássága
Első írása az Utunkban jelent meg (1952). Tudományterjesztő és szakkönyv-ismertető írásait a Korunk, az Utunk és a Știință și Tehnică közölte. Munkatársa volt a Széll Zsuzsa szerkesztette Az élet eredetéről és az öregségről (1958) című gyűjteményes kötetnek és a Dicționarul Enciclopedic Român (1962) című lexikonnak. Tudományos munkássága a kovamoszatok és általában az édesvizek életére terjedt ki. Kutatási eredményeit (részben Kónya Istvánnal, Nagy-Tóth Ferenccel, Pázmány Dénessel, Péterfi Istvánnal társszerzésben) a Natura, Buletinul Institutului de Cercetări Piscicole, Studii și Cercetări de Biologie, Studia Universitatis Babeș-Bolyai, Revue Roumaine de Biologie, Contribuții Botanice Cluj folyóiratokban tette közzé. A kovamoszatok köréből hét új rendszertani egységet írt le (Cymbella semielliptica, C. subcarpatica, Pinnularia armeniaca stb.). Önálló fejezet szerzője a Tratat de algologie (1976) című kézikönyvben.
Önálló kötete: Kis könyv a mikroszkópról (1984).